# 주자네 뷔스트
주자네 엘리자베트 뷔스트(독일어: Susanne Elisabeth Wuest, 1979년 9월 26일~)는 오스트리아의 배우이다.

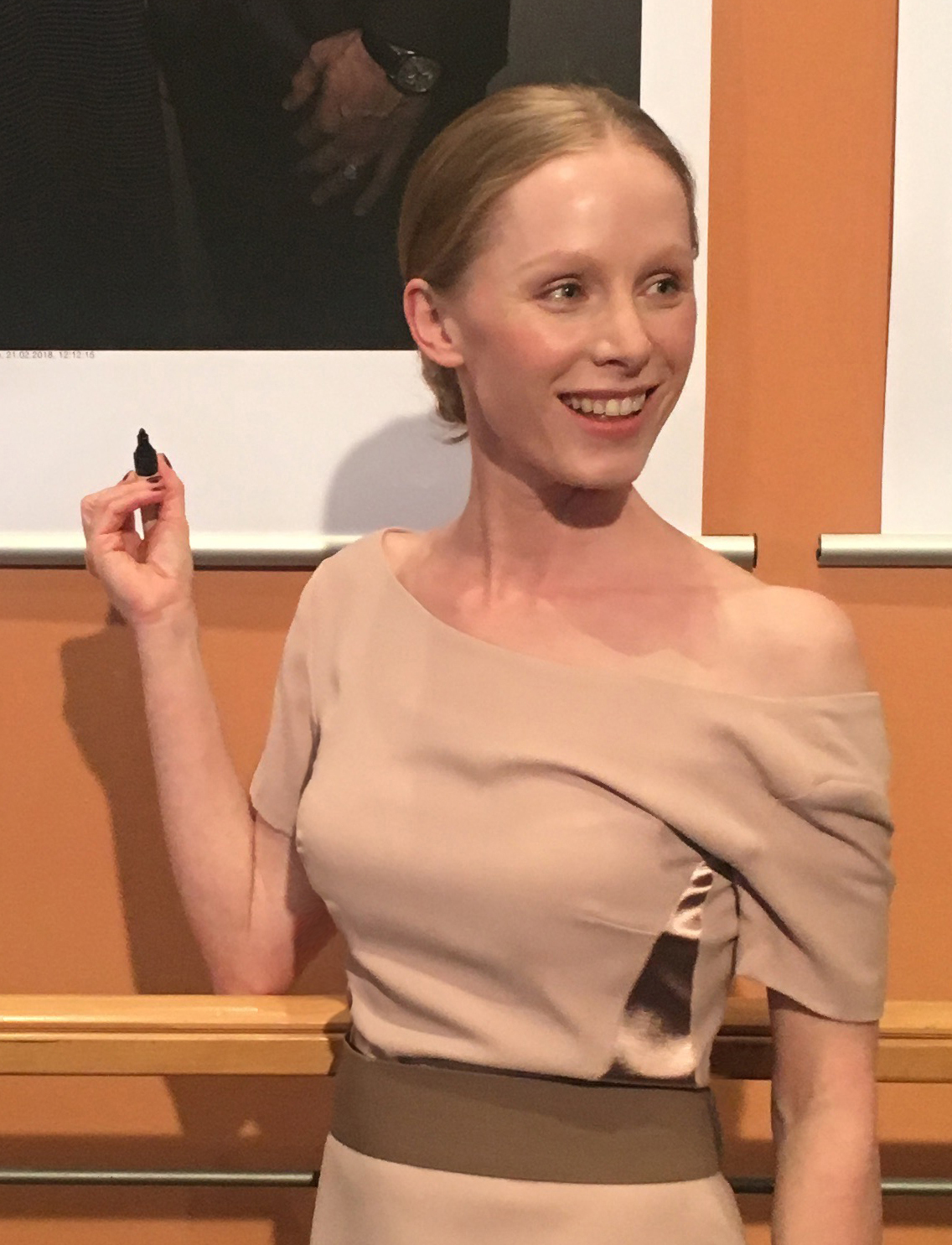
2018년 베를린 영화제 당시의 뷔스트

## 출연 작품
- 선셋 (2018)
- 블라인드 (2018)
- 마인 브루더 하이스트 로버트 운트 이스트 아인 이디오트 (2018)
- 마드모아젤 파라디스의 피아노 (2017)
- 아이스맨 (2017)
- 더 큐어 (2017)
- 더 파이트 룸 (2014)
- 굿나잇 마미 (2014)
- 더 시크릿 소사이어티 오브 파인 아츠 (2012)
- 컨 (2012)
- 맥스 슈멜링 (2010)
- 디 엣지 (2010)
- 카를로스 (2010)
- 페퍼민타 (2009)
- 세가지 사랑, 정사 (2004)